# Puente de Río-Antirio
El puente de Río-Antirio (en griego: Γέφυρα Ρίου-Αντίρριου) es un puente de Grecia situado entre las localidades de Río y Antirio. La estructura conecta la parte norte de la península de Peloponeso con el resto de Grecia, con lo que el puente facilita sensiblemente la circulación de coches al Peloponeso, ya que previamente solamente era accesible con transbordadores o por el estrecho istmo de Corinto. Su longitud es de 2252 metros, la anchura de 28 metros, y está formado por cinco tramos de cable. La construcción inicial comenzó en 1998 y el puente fue inaugurado el 7 de agosto de 2004.
Cumpliendo con el sueño nacional de siglos, el puente Rio-Antirio une el Peloponeso con la península de Grecia. Con una longitud de aproximadamente 25 campos de fútbol, se trata del puente más largo de su tipo del mundo.
Independientemente del tamaño, que lo convierte en una gran proeza de la ingeniería moderna, se destaca por las adversas condiciones en las que se construyó. No solo es que el agua tenga hasta 65 metros de profundidad, sino que el fondo marino es inestable. Para colmo, se trata de una zona de alta actividad sísmica y los dos extremos del puente se cimientan sobre distintas placas tectónicas.
El nombre oficial de la estructura es Puente Charilaos Trikoupis, en honor de un antiguo primer ministro de Grecia. El coste total del puente fue de cerca de 630 millones de euros y la Unión Europea pagó la mayoría.

## Antecedentes del proyecto
En 1880 el primer ministro de Grecia tuvo la visión de un puente uniendo el Peloponeso con el noroeste de Grecia. Luego el proyecto del puente fue discutido en el parlamento griego a fines del siglo XIX. Sin embargo, el proyecto no fue técnicamente posible hasta fines del siglo XX.
El puente cruza los 3 km del golfo de Corinto a través de 3 puentes atirantados sucesivos, con tres vanos centrales de 560 m cada uno. El tablero continuo de 2.250 m de los tres puentes atirantados es el más largo del mundo.
El proceso licitatorio comenzó en 1991 con la invitación de ofertas, culminó en 1996 con la firma del contrato para el diseño, construcción, financiamiento, mantenimiento y operación del puente de Río-Antirio entre la República Helénica y la compañía Gefyra S.A. por un período de concesión máximo de 42 años (finalizando en el año 2039), luego del cual el puente será transferido al Estado griego para su propia operación. La compañía griega Gefyra S.A. fue formada en 1995 por VINCI de Francia y seis empresas contratistas griegas con el único objetivo de participar en Grecia en la concesión del puente Río-Antirio. Como muchos esquemas de concesión, el acuerdo no se llevó a cabo hasta que se concretó el financiamiento total del proyecto. En julio de 1998 el presidente de Grecia, Constantinos Stephanopoulos, puso la piedra fundamental del puente.

## Conexión con Europa
El puente Río-Antirio está ubicado en la intersección de dos rutas principales: 
- La autopista Tesalónica entre Patras y Atenas que une las tres ciudades más importantes de Grecia y que además forma parte de la red de autopistas de Europa,
- El eje occidental de Kalamata, Patras e Igoumenitsa.

El puente facilita la comunicación entre Grecia e Italia (y Europa occidental) a través de los puertos de Patras e Igoumenitsa. Además el puente tiene un rol preponderante en estrechar los vínculos entre Patras, tercera ciudad de Grecia, y las zonas más rurales del noroeste de Grecia.

## Referencia mundial
El puente de Río-Antirio consta de 3 puentes atirantados sucesivos con un vano central de 560 m cada uno. El tablero continuo de 2.250 m de los tres puentes atirantados es el más largo del mundo.

## Condiciones adversas
El puente presenta una excepcional combinación de condiciones físicas adversas:
- Profundidad del lecho del mar hasta 65 m.
- Gran actividad sísmica y posibles movimientos tectónicos.
- Débil sustentación del lecho marino.

El puente tiene que cubrir una longitud de 2500 m sobre el mar. El fondo presenta un declive muy pronunciado en cada una de sus costas y una larga planicie horizontal en la parte central de más de 60 m de profundidad. No se ha encontrado roca en las investigaciones realizadas que llegaron a 100 m por debajo del lecho marino. Basándose en estudios geológicos, se cree que la capa de sedimentos compuestos por capas de arcilla mezclada en algunas zonas por arena fina y limo es mayor de 500 m.
Especialistas de primera línea a nivel mundial de Francia y Grecia colaboraron para diseñar el proyecto con alta tecnología que incluye los cimientos en el mar a 65 m de profundidad con pilares de 90 m de diámetro (los pilares más grandes del mundo construidos para un puente) y el tablero continuo suspendido de 2.252 m (otro récord mundial).

## Estabilidad y seguridad
Un factor crítico en el diseño es que el puente de Río-Antirio fue construido para soportar:
- la colisión de un buque tanque de 180.000 toneladas navegando a 18 nudos
- velocidad del viento de 250 km/hora
- un terremoto de 7º en la escala de Richter por su cercanía a una zona sísmica.

El puente podrá también absorber hasta 2 m de desplazamiento entre cualquiera de sus pilares. Sus diseñadores aseguran que el puente es, sin duda, uno de los lugares más seguros para estar si hay un gran terremoto en la zona de Patras.

## Concepto del diseño
La posible inclinación en caso de terremoto ha sido la principal preocupación.
Un análisis profundo demostró que cimientos poco profundos y de gran diámetro es la solución más satisfactoria.
Esto se consiguió con el diseño de bases de 90 metros de diámetro fundadas sobre pilotes en los últimos 20 metros del lecho marino.
Adicionalmente, sistemas de aislamiento de las estructuras fueron sistemáticamente desarrolladas para mitigar la fuerza sísmica. Uno de los principales hallazgos, y definitivamente el más innovador, es el tablero continuo suspendido de 2.252 metros, moviéndose como un péndulo durante un terremoto y permitiendo a su vez movimientos significativos entre las bases adyacentes.

## Logística de los materiales
La planta de producción estaba situada en un lugar con unas condiciones ambientales extremas. En concreto, como la zona prevista para las operaciones de cortado y doblado de las barras de acero tenía que estar junto a los muelles de construcción de las bases de los pilares, estaba situada a orillas del mar. Durante todo el año las máquinas, al aire libre, han estado expuestas al mal tiempo, al tórrido calor de Grecia y al salitre.
En invierno, el viento sobrepasaba los 100 km/h y la planta estaba continuamente bañada por las lluvias de agua marina que salpicaba con fuerza por todas partes. Además, el tiempo de ejecución del proyecto no podía permitirse el lujo de parar para realizar trabajos de mantenimiento, por este motivo era obligatorio escoger una maquinaria sólida y fiable que pudiera resistir sin detenerse temperaturas extremas, grandes cantidades de polvo, lluvia e incluso agua salada. Asimismo, existía la necesidad de contar con unas máquinas que pudieran alcanzar una elevada productividad y unas barras de refuerzo con diámetros incluso superiores a 40 mm que cumplieran las normas internacionales más estrictas.
El fabricante de máquinas italiano Oscam, de Turín, Italia, fue elegido para suministrar la maquinaria. Esta empresa ha suministrado a muchas plantas de los grandes proyectos del mundo maquinaria conocida por su excelente solidez y elevada fiabilidad.
Las plantas suministradas para el puente Río-Antírio incluían todas las unidades de cortado y doblado (los robots y las máquinas de doblado estaban equipados con discos de doblado especialmente grandes para elaborar barras de acero con diámetros de gran tamaño cumpliendo todas las normas), todas las pistas motorizadas para el trasvase y desplazamiento y los sistemas automáticos de almacenamiento para clasificar las mezclas. Contar con un adecuado flujo de material y un almacenamiento ordenado del mismo es tan importante como la potencia para el cortado y el doblado. Por este motivo el diseño de la planta se estudia de acuerdo al espacio disponible, al trabajo a realizar y a las exigencias del usuario.
Para cumplir los breves plazos, las máquinas han estado funcionando continuamente en dos turnos por día y bajo unas condiciones realmente duras y, sin embargo, al término del proyecto seguían funcionando perfectamente. Después de su desmontado y se podían trasladar a otras obras de grandes dimensiones de cualquier parte del mundo. Para este proyecto se necesitaron aproximadamente 250.000 m³ de hormigón y un total de 172.000 toneladas de acero. Las barras de acero para el refuerzo oscilaban entre 8 mm y más de 40 mm. Un dimensionamiento y una ejecución adecuados del refuerzo del hormigón son muy importantes ya que se trata de una zona sísmica.

## Ejecución de la obra
La ejecución de la obra siguió estos pasos: La construcción de las bases circulares de hormigón de las pilastras de 90 metros de diámetro se llevó a cabo en muelle seco junto a la obra, su traslado desde el muelle seco y su colocación, la construcción de los pilares, la conexión de las vigas prefabricadas de hormigón por medio de cables de soporte fijados en la pilastra común a dos vanos y, después, la colocación del tablero para la carretera, cuyas losas están prefabricadas in situ y ensambladas utilizando la técnica de avance en voladizo.
La placa tectónica del estrecho de Corinto sigue desplazándose, no en vano se encuentra en el seno de la zona sísmica más activa de Grecia.

### Cimentación
La parte superior del lecho marino fue reforzado con pilotes huecos de acero de 2 m de diámetro de 25 a 30 m de longitud, dispuestos cada 7 m. Alrededor de 200 pilotes fueron hincados en la ubicación de cada base. Sobre los pilotes se nivela con una capa de 3 m de espesor de grava. Las bases de 90 m de diámetro son de hormigón armado y se apoyan sobre la capa de grava. Luego un cono truncado con diámetros de rango variable de 38 a 26 m forma la parte siguiente de la base.

### Pilares
Exhibiendo a la luz del día sus tirantes blancos desplegados en abanico, cada pilar consta de cuatro torres inclinadas de hormigón armado con sección cuadrada y 110 metros de altura. Las torres tienen una base cuadrada de 38 m de lado y convergen en la cabeza del pilar, en una estructura monolítica cuya altura máxima es de 165 metros.
La parte superior de la base soporta una pirámide invertida con una altura de 15 m y una base cuadrada de 38 m de cada lado. Cada torre está compuesta de cuatro columnas de hormigón armado con una sección de 4 m por 4 m, integrando en la parte superior una estructura monolítica.

### Tirantes
Los tirantes están puestos en forma inclinada, con su anclaje inferior a cada lado del tablero y el anclaje superior a lo largo de 35 m de la parte superior de las torres. Las tirantes están hechos de hebras paralelas galvanizadas y cada obenque estará formado por setenta hebras de 15 mm.

### Tablero
El tablero es continuo y totalmente suspendido a lo largo de todo su desarrollo. Cuatro dispositivos de amortiguación conectan el tablero a la parte superior de cada pila para limitar el movimiento pendular durante un terremoto. El movimiento dinámico relativo durante el evento de diseño sísmico está en el orden de ± 1,30 m,  mientras que las velocidades pueden superar 1 metro por segundo.
El tablero tiene 27,2 m de ancho y cada sentido está compuesto por dos carriles, banquina y senda peatonal. Está compuesto por una estructura de acero hecha por dos vigas longitudinales de cada lado de 2,2 m de altura y vigas transversales espaciadas cada 4. La parte superior del tablero está hecha de paneles de hormigón prefabricado.

## El equipamiento marino
La tecnología empleada en la ejecución del Puente Río-Antírio no está limitada al puente en sí mismo, sino que además incluye equipamiento marino. Una barcaza fue construida especialmente para llevar a cabo varios trabajos marinos, incluyendo el dragado del lecho marino y el hincado de pilotes. 
El concepto está basado en un anclaje vertical que termina en un peso muerto que yace en el lecho marino. Una vez ubicados, se ajusta la tensión en las líneas de anclaje vertical con la finalidad de dar la estabilidad requerida a la barcaza en función del oleaje y de las cargas variables que soporta la plataforma de la barcaza. Para moverse a otra ubicación se incrementa la tensión en las líneas de anclaje y la flotabilidad de la barcaza permite de esta forma levantar los pesos muertos desde el lecho marino.

## Dimensionamiento de las torres
La estructura promedio de las 4 torres con sus respectivas pilas tienen una altura de 220 m desde el lecho marino. 
Las pilas están fundadas a 60 m de profundidad. Fuera del agua las pilas tienen entre 25 y 45 m de altura (para las dos pilas centrales) sobre el nivel del mar, dejando un gálibo vertical de 52 m debajo del tablero en el medio del estrecho para el paso de los buques bajo el puente. Las torres se elevan 115 m sobre el nivel del tablero, totalizando 160 m sobre el nivel del mar.

## Financiación
El costo total del proyecto, incluyendo gastos financieros durante el período de construcción, es de 803 millones de euros (valor similar al del puente Buenos Aires – Colonia). 
La financiación proviene del siguiente origen:
- 10 %   Capital social en acciones.
- 45 %   Contribución financiera estatal.
- 45 %   Préstamo proveniente del Banco Europeo de Inversiones (BEI) garantizado por un grupo de bancos comerciales.